# Elie Azagury
Elie Azagury (in arabo إيلي أزاڭوري‎?; Casablanca, 1918 – Casablanca, 2009) è stato un architetto marocchino; uno dei principali esponenti del Groupe des Architectes Modernes Marocains in seguito all'indipendenza del Marocco nel 1956, è considerato il primo architetto modernista marocchino; molti dei suoi lavori sono stati realizzati a Casablanca, Tangeri e Agadir. Di fede comunista, fu attivo nel promuovere progetti di edilizia pubblica, come a Hay Hassani a Casablanca. I suoi lavori sono caratterizzati da un'unione tra l'architettura locale e moderna.

## Biografia
Nacque nel 1918 a Casablanca da una famiglia ebraica marocchina originaria del Marocco settentrionale. Il padre era uomo d'affari nel settore dell'edilizia. Nel corso della sua gioventù, fu amico di Jean-François Zevaco e lavorò come apprendista per Marius Boyer. Nel 1937 si trasferì a Parigi e nel 1939 entrò nell'École nationale supérieure des beaux-arts per studiare architettura. In seguito all'invasione tedesca nell'ambito della seconda guerra mondiale, fuggì a Marsiglia, dove approfondì gli studi sull'architettura statunitense. Dopo un'esperienza a Megève, tornò a Parigi, dove conseguì la laurea in occasione della liberazione di Parigi.
Emigrò a Stoccolma, dove rimase per due anni lavorando con Ralph Erskine. Tornò poi a Parigi, dove entrò in contatto con gli ambienti della sinistra politica. Rientrò a Casablanca nel 1949, dove progettò varie ville ed edifici scolastici, come l'edificio del reparto scientifico del Liceo Lyautey. 
Entrò a far parte del Groupe des Architectes Modernes Marocains, nel quale ebbe contrasti con Michel Écochard che sosteneva che i marocchini non potessero essere in grado di vivere nei grattacieli. In seguito all'indipendenza divenne guida del gruppo, realizzando tra il 1957 e il 1960 il progetto abitativo di Derb Jdid a Hay Hassani. Azagury contribuì ampiamente alla ricostruzione di Agadir, distrutta in seguito al terremoto del 1960.